# Besançon Hugues
Besançon Hugues (1487 - 1532) was lid van de Grote Raad van Genève en nam deel aan de opstand tegen de heerschappij van het Huis Savoye die leidde tot de onafhankelijkheid van Genève in 1526.
Hij was een aanhanger van Philibert Berthelier en de pro-onafhankelijkheidsfractie in de Grote Raad van Genève. Na de invasie van Genève door de strijdkrachten van Savoye in september 1525, vluchtte hij naar Fribourg, van waaruit hij de opstand voortzette die het volgende jaar succesvol bleek. Na de omverwerping van het bewind van Savoye over Genève, streefde hij ernaar de katholieke kerk in Genève te beschermen en de verspreiding van de protestantse reformatie in zijn stad te voorkomen.
Na het bereiken van de onafhankelijkheid in 1526, steunde het houden van eerlijke proefprocedures de verdedigers van de Savooise dynastie binnen Genève. Vanaf ongeveer 1527 begon hij sympathie te voelen met de protestantse factie in Genève, maar bleef loyaal aan de katholieke kerk en de bisschop van Genève. Op 20 februari 1532 nam hij ontslag bij de Grote Raad van Genève en stierf kort daarna aan een ziekte. Na zijn aftreden maakte hij plannen om het gezag van de katholieke bisschop van Genève, Pierre de la Baume, te herstellen, maar stierf zonder succes.
Zijn broer Guillaume Hugues was ook lid van de Grote Raad, maar stond positiever tegenover de protestanten.